# San Estevan (ort)
San Estevan är en ort i Belize.   Den ligger i distriktet Orange Walk, i den norra delen av landet, 100 km norr om huvudstaden Belmopan. San Estevan ligger 7 meter över havet och antalet invånare är 1 573.
Terrängen runt San Estevan är mycket platt. Närmaste större samhälle är Orange Walk, 9,8 km sydväst om San Estevan. 
I omgivningarna runt San Estevan växer i huvudsak städsegrön lövskog. Runt San Estevan är det glesbefolkat, med 8 invånare per kvadratkilometer.